# Aritmetik
 Der er for få eller ingen kildehenvisninger i denne artikel, hvilket er et problem. Du kan hjælpe ved at angive troværdige kilder til de påstande, som fremføres i artiklen.

Aritmetik (gr. arithmetiké, læren om tal, af gr. arithmos, tal) er en gren af matematikken, der studerer de fundamentale principper ved visse aritmetiske operationer på tal.
De traditionelle operationer er addition (+), subtraktion (-), multiplikation (*) og division (/); men også de lidt mere avancerede rødder og eksponent er en del af aritmetikken.
Aritmetiske operationer udføres i forhold til de forskellige operationers prioritet.
Denne prioritet er som følger:
1. eksponenter, potenser
2. multiplikation, division
3. addition, subtraktion

Rødder indgår under potenser, da de kan skrives således:
{\displaystyle {\sqrt {z}}=z^{\frac {1}{2}}}
{\displaystyle {\sqrt[{4}]{z}}=z^{\frac {1}{4}}}
Mere generelt:
{\displaystyle {\sqrt[{x}]{z}}^{y}=z^{\frac {y}{x}}}
Disse er vigtige at huske, når ligninger skal løses.
Aritmetik med naturlige tal, heltal, rationale tal og reelle tal bliver der undervist i på folkeskoleniveau.
Udtrykket aritmetisk bruges sommetider også om talteori.

## Prioriteringsrækkefølge
Først demonstreres, hvorledes simple ligningssystemer løses. Man skal ALTID gøre det samme på begge sider af lighedstegnet:
| Addition/subtraktion                                                                                                | Multiplikation/division |
| --- | --- |
| Husk at holde styr på fortegnene.                                                                                   | Husk altid at benytte sig af parenteser, når ligninger løses ved division/multiplikation på begge sider af lighedstegnet:                                                                                 |
| Addition {\displaystyle x-2=-3\quad \Leftrightarrow \quad x-2+2=-3+2\quad \Leftrightarrow } {\displaystyle x=-1}    | Multiplikation {\displaystyle k} er en konstant. {\displaystyle {\frac {x}{2}}=-3+k\quad \Leftrightarrow \quad {\frac {2\cdot x}{2}}=2\cdot (-3+k)\quad \Leftrightarrow \quad x=-6+2\cdot k}              |
| Subtraktion {\displaystyle 2+x=-3\quad \Leftrightarrow \quad 2+x-2=-3-2\quad \Leftrightarrow } {\displaystyle x=-5} | Division {\displaystyle k} er en konstant. {\displaystyle 2\cdot x=-3+k\quad \Leftrightarrow \quad {\frac {2\cdot x}{2}}={\frac {(-3+k)}{2}}\quad \Leftrightarrow \quad x={\frac {-3}{2}}+{\frac {k}{2}}} |

- Fremgangsmetoden

Her vises vha. konstanter, hvordan regnereglerne skal benyttes korrekt:
{\displaystyle 3((x-2)^{2}-3)={\frac {8}{x^{2}}}}
De rigtige fremgangsmåder skal nu huskes,
- Først, potenser

Vi har to potenser, en ved
{\displaystyle (x-2)^{2}}
og
{\displaystyle x^{2}}
, hhv. den første skal ganges ud, mens den sidste ikke kan forkortes mere end allerede.
{\displaystyle 3((x-2)^{2}-3)={\frac {8}{x^{2}}}\quad \Leftrightarrow \quad 3((x-2)\cdot (x-2)-3)={\frac {8}{x^{2}}}\quad \Leftrightarrow \quad }
{\displaystyle 3(x^{2}-4x+4-3)={\frac {8}{x^{2}}}}
- Anden, division/multiplikation

Da ganges ind i parenteserne osv.
{\displaystyle 3(x^{2}-4x+1)={\frac {8}{x^{2}}}\quad \Leftrightarrow \quad 3x^{2}-12x+3={\frac {8}{x^{2}}}\quad \Leftrightarrow }
{\displaystyle x^{2}(3x^{2}-12x+3)=8\quad \Leftrightarrow \quad 3(x^{2})^{2}-12x\cdot x^{2}+3x^{2}=8\quad \Leftrightarrow }
{\displaystyle 3x^{4}-12x^{3}+3x^{2}=8\quad \Leftrightarrow \quad x^{4}-4x^{3}+x^{2}={\frac {8}{3}}}
Ovenstående to ligninger kan man selv vælge, hvilken der falder bedst i smag.